# Куршатон
Куршато́н (фр. Courchaton) — коммуна во Франции, находится в регионе Франш-Конте. Департамент — Верхняя Сона. Входит в состав кантона Виллерсексель. Округ коммуны — Люр.
Код INSEE коммуны — 70180.

## География
Коммуна расположена приблизительно в 350 км к юго-востоку от Парижа, в 50 км северо-восточнее Безансона, в 32 км к востоку от Везуля.

## Население
Население коммуны на 2010 год составляло 455 человек.
| 1962 | 1968 | 1975 | 1982 | 1990 | 1999 | 2010 |
| ---- | ---- | ---- | ---- | ---- | ---- | ---- |
| 439  | 503  | 485  | 578  | 504  | 430  | 455  |

## Экономика

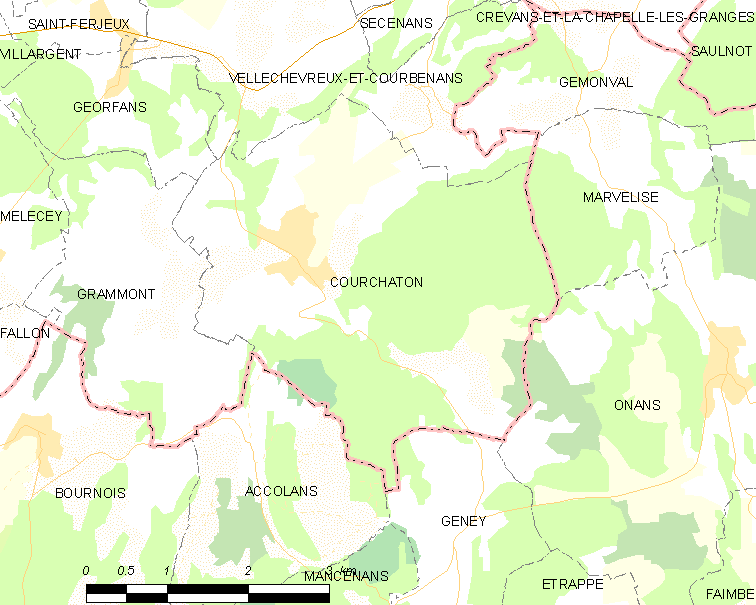
Карта коммуны

В 2010 году среди 265 человек трудоспособного возраста (15—64 лет) 197 были экономически активными, 68 — неактивными (показатель активности — 74,3 %, в 1999 году было 64,4 %). Из 197 активных жителей работали 172 человека (102 мужчины и 70 женщин), безработных было 25 (11 мужчин и 14 женщин). Среди 68 неактивных 10 человек были учениками или студентами, 31 — пенсионерами, 27 были неактивными по другим причинам.